# Superliga de Nueva Caledonia 2015
La Superliga de Nueva Caledonia 2015 fue la edición número 42 de la Superliga de Nueva Caledonia. La temporada comenzó el 29 de mayo y terminó el 21 de noviembre. Hienghène Sport se coronó campeón obteniendo su primer título en el torneo.

## Formato
Los 12 equipos participantes jugarán entre sí todos contra todos dos veces totalizando partidos 22 cada uno; al término de las 22 fechas los dos primeros clasificados obtendrán un cupo para la Liga de Campeones de la OFC 2017, mientras que el último clasificado descenderá a la Segunda División de Nueva Caledonia 2016.

## Equipos participantes
| Pos.   | Equipo          | Ciudad       | Estadio         | Capacidad |
| ------ | --------------- | ------------ | --------------- | --------- |
| 1      | AS Magenta      | Nouméa       | Stade Numa-Daly | 14000     |
| 2      | AS Lössi        | Nouméa       | Stade Numa-Daly | 14000     |
| 3      | Hienghène Sport | Hienghène    | Stade Yoshida   | 5000      |
| 4      | AS Mont-Dore    | Le Mont-Dore | Stade Boewa     | 2000      |
| 5      | AS Wetr         | Nouméa       | Stade Numa-Daly | 14000     |
| 6      | SC Ne Drehu     | Lifou        | Stade de Hnassé | 1680      |
| 7      | Gaïtcha FCN     | Nouméa       | Stade Numa-Daly | 14000     |
| 8      | Tiga Sports     | Nouméa       | Stade Numa-Daly | 14000     |
| 10     | AS Auteuil      | Dumbéa       | Stade Numa-Daly | 14000     |
| 1 (SD) | ES Wacaelé      |              |                 |           |
| 2 (SD) | FC Bélep        |              |                 |           |
| 3 (SD) | Baco            | Koné         |                 |           |

### Ascensos y descensos
| Pos. | Ascendidos de Segunda División 2014 |
| ---- | ----------------------------------- |
| 1    | ES Wacaelé                          |
| 2    | FC Bélep                            |
| 3    | Baco                                |

| Pos. | Descendidos de Superliga 2014 |
| ---- | ----------------------------- |
| 9    | AS Kirikitr                   |
| 11   | Thio Sport                    |
| 12   | AS AGJP                       |

## Tabla de posiciones
Actualizado el 16 de diciembre de 2016.
| Pos. | Equipo              | PJ | PG | PE | PP | GF | GC | DG  | Pts. | Clasificado a                              |
| ---- | ------------------- | -- | -- | -- | -- | -- | -- | --- | ---- | ------------------------------------------ |
| 1    | Hienghène Sport (C) | 22 | 14 | 6  | 2  | 60 | 22 | +38 | 70   | Campeón y Liga de Campeones de la OFC 2017 |
| 2    | AS Magenta          | 22 | 15 | 3  | 4  | 52 | 29 | +23 | 70   | Liga de Campeones de la OFC 2017           |
| 3    | Gaïtcha FCN         | 22 | 12 | 7  | 3  | 57 | 21 | +36 | 65   |                                            |
| 4    | SC Ne Drehu         | 22 | 11 | 4  | 7  | 50 | 37 | +13 | 59   |                                            |
| 5    | ES Wacaelé          | 22 | 11 | 3  | 8  | 42 | 40 | +2  | 58   |                                            |
| 6    | AS Mont-Dore        | 22 | 11 | 3  | 8  | 56 | 44 | +12 | 58   |                                            |
| 7    | AS Lössi            | 22 | 8  | 8  | 6  | 48 | 36 | +12 | 54   |                                            |
| 8    | AS Wetr             | 22 | 7  | 6  | 9  | 49 | 52 | −3  | 49   |                                            |
| 9    | Tiga Sports         | 22 | 6  | 4  | 12 | 39 | 46 | −7  | 44   |                                            |
| 10   | FC Bélep            | 22 | 4  | 6  | 12 | 35 | 62 | −27 | 39   |                                            |
| 11   | Baco                | 22 | 4  | 2  | 16 | 35 | 85 | −50 | 35   | Segunda División 2016                      |
| 12   | AS Auteuil          | 22 | 1  | 4  | 17 | 22 | 71 | −49 | 26   | Segunda División 2016                      |